# Viên Long Bình
Viên Long Bình (Chữ Hán: 袁隆平, Bính âm: Yuánlóngpíng, 7 tháng 9 năm 1930 - 22 tháng 5 năm 2021) là một nhà nông học và giáo dục người Trung Quốc, được biết đến là người lai tạo ra các giống lúa lai đầu tiên vào thập kỷ 70 của thế kỷ trước.
Các giống lúa lai từ đó đã được trồng ở nhiều quốc gia châu Phi, Mỹ, Á, cung cấp nguồn lương thực cho các khu vực có nguy cơ nạn đói, vì đóng góp của mình, ông đôi khi được truyền thông Trung Quốc gọi là "Cha đẻ lúa lai".

## Vinh danh
Bốn thiên thể và một trường đại học ở Trung Quốc đã được đặt theo tên ông.
Yuan đã giành giải thưởng Khoa học và Công nghệ ưu việt của Trung Quốc năm 2000, Giải thưởng Wolf về Nông nghiệp và Giải thưởng Lương thực Thế giới năm 2004
Ông hiện là Tổng giám đốc của Trung tâm nghiên cứu và phát triển giống lúa lai quốc gia Trung Quốc và đã được bổ nhiệm làm giáo sư tại Đại học Nông nghiệp Hồ Nam, Trường Sa. Ông là thành viên của Học viện Kỹ thuật Trung Quốc, cộng tác viên nước ngoài của Viện Hàn lâm Khoa học Quốc gia Hoa Kỳ (2006) và CPPCC năm 2006.
Viên Long Bình làm cố vấn trưởng cho FAO năm 1991. Vì thành tựu của mình, Viên Long Bình đã được trao Giải Khoa học Mahathir năm 2011. Giải thưởng được trao bởi cựu Thủ tướng Malaysia Mahathir Mohamad.
Viên Long Bình mất vào 13 giờ 7 phút (giờ Bắc Kinh) ngày 22 tháng 5 năm 2021.